# Stenetrium assumentum
Stenetrium assumentum är en kräftdjursart som beskrevs av Brian Frederick Kensley och Marilyn Schotte 2002. Stenetrium assumentum ingår i släktet Stenetrium och familjen Stenetriidae.
Artens utbredningsområde är Tanzania. Inga underarter finns listade i Catalogue of Life.